# Tobago
Tobago (/təˈbeɪɡoʊ/) este o insulă și un district din Republica Trinidad și Tobago. Este situată la 35 km (22 mi) nord-est de insula mai mare Trinidad și la aproximativ 160 km (99 mi) de coasta de nord-est a Venezuelei. Se află la sud-est de Grenada. 

## Etimologie
Tobago a fost numită Belaforme de către Cristofor Columb „pentru că de la distanță părea frumoasă”. Călugărul spaniol Antonio Vázquez de Espinosa a scris că Kalina (caribii de pe continent) au numit insula Urupina din cauza asemănării sale cu un melc mare, în timp ce Kalinago (caribii de pe insule) au numit-o Aloubaéra, în mod presupus din cauză că semăna cu alloüebéra, un șarpe uriaș despre care se crede că trăia într-o peșteră de pe insula Dominica.Cea mai veche înregistrare cunoscută a utilizării numelui Tabaco pentru a se referi la insulă este un ordin regal spaniol emis în 1511. Acest nume a fost inspirat de asemănarea formei insulei cu cea a trabucurilor groase fumate de locuitorii Taíno din Antilele Mari.